# Angélica André
Angélica Maria Ribeiro André (Matosinhos, 13 ottobre 1994) è una nuotatrice portoghese.

## Carriera
Specializzata nel nuoto di fondo, ai Mondiali di Doha 2024 ha vinto la medaglia di bronzo nella 10 km in acque libere.

## Palmarès
- Mondiali

Doha 2024: bronzo nella 10 km.
- Europei

Roma 2022: bronzo nella 10 km.